# Бутівці (Волочиська міська громада)
Бутівці (до 2016 року — Петрівське) — село в Україні, у Волочиській міській територіальній громаді Хмельницького району Хмельницької області.
Населення становить 37 осіб.

## Географія
Село розташоване на правому березі річки Збруч.

## Історія
У 1906 році хутір Авратинської волості Старокостянтинівського повіту Волинської губернії. Відстань від повітового міста 70 верст, від волості 15. Дворів 2, мешканців 8.
7 (20) листопада 1917 року, відповідно до Третього Універсалу Української Центральної Ради, увійшло до складу Української Народної Республіки.
12 червня 2020 року, відповідно до розпорядження Кабінету Міністрів України № 727-р «Про визначення адміністративних центрів та затвердження територій територіальних громад Хмельницької області», увійшло до складу Волочиської міської громади.
19 липня 2020 року, в результаті адміністративно-територіальної реформи та ліквідації Волочиського району, увійшло до складу новоутвореного Хмельницького району.